# Granuloma por lamido
El granuloma por lamido, también llamado como granuloma acral por lamido, es un desorden de piel en perros. Está dado por el impulso incontrolado para lamer la porción más baja de sus extremidades.
La causa más común de esta patología parece ser psicológico, relacionado con la ansiedad, ansiedad de separación, aburrimiento, o impulsividad. Los granulomas por lamido son especialmente vistos en perros que son dejados solo por periodos largos de tiempo.

## Descripción
Estas lesiones suelen aparecer como  elevaciones firmes sin pelo, pudiendo estar notoriamente inflamadas (rojas) o híperpigmentadas, (negras) en casos es crónico. En la mayoría de los casos el centro de la lesión se encontrara ulcerada y húmeda.
El tratamiento es sintomático.